# ابن الباذش
أبو الحسن علي بن أحمد بن خلف الأنصاري الأندلسي الغرناطي (444هـ/1052 - 528هـ/1133)، يُعرَف بابن الباذش، هو نحويُّ ومُقرِئ وشاعر من الغرناطة بالأندلس.

## حياته
ولِدَ علي بن أحمد بن خلف في مدينة غرناطة، وكانت ولادته في سنة 444 من التقويم الهجري، ولُقِّبَ بابن الباذش، والباذش ليس لقبه فحسب بل هو لقب جميع أسرته، وتعود أصول أسرته إلى مدينة جيان. نشأ ابن الباذش في غرناطة، وشَبَّ على التقوى والزهد في حياته، وتتلمذ في غرناطة، وأخذ على العلم عن جماعة من الشيوخ، وكان اهتمامه الأكبر ينصبُّ على دراسة علم النحو، فعمل على تصنيف شروح لمؤلفات كبار النحاة، فشرح كتاب سيبويه وأصول ابن السراج ومقتضب المبرد وإيضاح الفارسي وجمل الزجاجي والكافي لأبي جعفر النحاس. كان ابن الباذش ميالاً للأخذ عن نحاة البصرة كسيبويه، وتأثَّر على وجه الخصوص بآراء أبي علي الفارسي وأبي سعيد السيرافي وابن جني، وهذا لم يمنعه من الاستقلال بآرائه وطرح آراء جديدة لم يسبقه إليها أحد من النحاة. وإلى جانب معرفته العميقة بالنَّحو فقد كان ابن الباذش مطَّلِعاً على عدد من العلوم الشرعية، وكان نابغاً في علم القراءات القرآنية وصنَّف كتاباً في هذا المجال تحت عنوان «الإقناع في القراءات السبع»، وله مساهمات في علم الحديث النبوي وكان عالماً بأسماء الرواة ودرجاتهم. امتهَنَ ابن الباذش مهنة الوراقة، وله اهتمام بالآداب واللغة، وكان ينظمُ الشعر وقصائده القليلة متناثرة بين الكتب. توفِّي ابن الباذش في شهر محرم من سنة 528 هـ في مدينة غرناطة.

## أشعاره
مِمَّا ورِدَ من أشعاره القصيدة التالية:
وله أيضًا في مدح أبي علي الفارسي:

## مؤلفاته
له المؤلفات التالية:
| - «شرح كتاب سيبويه» - «شرح الأصول للسراج» - «شرح المقتضب للمبرد» - «شرح الإيضاح للفارسي» | - «شرح الجمل للزجاجي» - «شرح الكافي للنحاس» - «الإقناع في القراءات السبع» - «المقتضب من كلام العرب» |

## قراءات إضافية
ابن الباذش النحوي الغرناطي المتوفى سنة 528هـ: حياتة - اثارة - اراؤة النحوية. نُشِرَ عن المؤسسة الفنية للطباعة والنشر، تاريخ الصدور: 1983.